# Triepeolus osiriformis
Triepeolus osiriformis là một loài Hymenoptera trong họ Apidae. Loài này được Schrottky mô tả khoa học năm 1910.